# Frammenti di vita
Frammenti di vita è un album dei Cripple Bastards pubblicato nel 2010 e composto quasi interamente da cover hardcore punk e thrash italiano anni ottanta, più due vecchi pezzi nuovamente registrati. Il gruppo reinterpreta fedelmente i brani dei gruppi che li hanno influenzati agli inizi, dando così la possibilità al pubblico che ancora non conoscesse questi gruppi di capire le origini del loro sound e di far conoscere la scena hardcore e thrash italiana anni '80.

## Tracce
1. Mysoginists (Bulldozer) - 3:33
2. Le regole (Declino) - 1:26
3. Solo odio (Impact) - 1:38
4. Asfalto (Upset Noise) - 1:26
5. Violence at the Morgue (Schizo) - 1:18
6. Sguardo realtà (Indigesti) - 1:33
7. Qualcosa scompare (Negazione) - 3:05
8. Tutto uguale (Nerorgasmo) - 1:26
9. Mater Tenebrarum (Necrodeath) - 5:22
10. Factory (Raw Power) - 1:48
11. Mai capirai (Blue Vomit) - 1:53
12. Claustrophobic Autogamic (Jester Beast) - 2:18
13. Finirà mai (Wretched) - 1:05
14. Asociale oi! (Nabat) - 2:00
15. Polizia una razza da estinguere (Cripple Bastards) - 0:49
16. Italia di merda (Cripple Bastards) - 1:02

## Ospiti
Nel disco sono presenti vari ospiti:
- CC Muz (Jester Beast), registra delle chitarre in Polizia una razza da estinguere e Claustrophobic Autogamic
- Pier Gonella (Necrodeath - Mastercastle), registra gli assoli di chitarra nei brani My soginists, Violence at the Morgue e Mater Tenebrarum presso i MusicArt studios
- Saverio Sgaramella (Woptime, Concrete Block), registra delle voci in Asociale oi!
- Ivan Bolognesi (Skruigners), registra delle voci in Le regole
- Marco Guasconi (Cain) registra delle voci in Mater Tenebrarum